# La Vallée de la Nervia
La Vallée de la Nervia est un tableau réalisé par le peintre français Claude Monet en 1884. Cette huile sur toile impressionniste est un paysage qui représente la Nervia (it) alors que ce fleuve côtier italien de Ligurie s'écoule sous les sommets alpins enneigés qui dominent Camporosso. Léguée par Theodore M. Davis en 1915, l'œuvre est conservée au Metropolitan Museum of Art de New York, aux États-Unis.